# کاکایی ساندرز
کاکایی ساندرز (نام علمی: Chroicocephalus saundersi) نام یک گونه از سرده مرغ‌های نوروزی رنگین‌سر است.